# Адхунтас (Порторико)
Адхунтас (шп. Adjuntas) је општина у америчкој острвској територији Порторико, острвској држави Кариба.

## Демографија
По попису из 2010. године број становника је 19.483, што је 340 (1,8%) становника више него 2000. године.
| Група             | 2000.          | 2010.          |
| Белци             | 61 (0,3%)      | 78 (0,4%)      |
| Афроамериканци    | 230 (1,2%)     | 603 (3,1%)     |
| Азијати           | 2 (0,0%)       | 5 (0,0%)       |
| Хиспаноамериканци | 19.077 (99,7%) | 19.401 (99,6%) |
| Укупно            | 19.143         | 19.483         |